# Abel Hovelacque
Pour les articles homonymes, voir Hovelacque.
Alexandre Abel Hovelacque, dit Abel Hovelacque, né le 14 novembre 1843 à Paris et mort le 22 février 1896 dans la même ville, est un linguiste, anthropologue, figure du mouvement de la "Libre-pensée" scientifique, matérialiste et athée sous le Second Empire puis homme politique socialiste sous la Troisième République.

## Biographie

### Sous le Second Empire
Né en 1843, Abel Hovelacque est le descendant d’une famille lilloise d’industriels du textile. Il va d’abord suivre des cours de droit, avant de se livrer particulièrement à l’étude de la linguistique, sous l’influence du linguiste belge Honoré Chavée qu’on lui avait attribué comme professeur d’allemand. Ce dernier, dont il est rapidement l’élève favori, lui a également appris non seulement la linguistique générale, mais le sanskrit, le zend, les langues slaves, la musique et l’harmonie. Il a fondé, avec lui, la Revue de Linguistique et de Philologie Comparée (1867-1916).

### Sous la Troisième République
Élu conseiller municipal par le quartier du Gros-Caillou, en 1878, et par celui de la Salpêtrière en 1886, son engagement politique à gauche en a fait un des artisans de la naissance du Parti radical. Il siège au Conseil municipal de Paris qu’il préside en 1887-1888. Il est député du 13e arrondissement de 1889 à 1894, contre le candidat boulangiste, François Planteau. Réélu en 1893, il a démissionné un an après, pour raison de santé, et été remplacé par Alfred Léon Gérault-Richard. Son action concerne surtout le développement des écoles techniques parisiennes.

### Les Races humaines
Professeur à l’école d’anthropologie linguistique en 1876, il a été un représentant de la linguistique naturaliste et anthropologique, qui classe la linguistique parmi les sciences naturelles et conçoit la langue comme un organisme vivant, pour théoriser une hiérarchie entre les langues ainsi qu’entre les races et postuler un lien direct entre la première et la seconde. Il s’est catégoriquement opposé, sur la base de ce postulat, à toute entreprise de christianisation en Afrique. Il était également membre de la Société d'anthropologie de Paris et l’un des fondateurs de la Bibliothèque des sciences anthropologiques.
Il est le père de l’anatomiste André Hovelacque. Son cousin germain Maurice Hovelacque (1858-1898) est un géologue spécialiste de paléontologie.

## Hommages
Il existe une rue Abel-Hovelacque à Paris ainsi qu’à Lille et à Saint-Étienne.

## Publications
- Grammaire de la langue zende, Paris, Maisonneuve (réimpr. Hachette BnF, 2013) (1re éd. 1868), 152 p. (lire en ligne sur Gallica).
- La Linguistique, Paris, Charles Reinwald, 1876, 4-xi-365, 1 vol. ; in-18 (lire en ligne sur Gallica).
- Notre ancêtre, recherches d’anatomie et d’ethnologie sur le précurseur de l’homme, Paris, Ernest Leroux, 1878, 105 p., in-8° (OCLC 458130347, lire en ligne sur Gallica).
- Études de linguistique et d’ethnographie, Paris, Charles Reinwald et Cie, 1878, viii-375, in-16 (OCLC 458130210, lire en ligne sur Gallica).
- Les Débuts de l’humanité : l’homme primitif contemporain, Paris, Octave Doin, 1881, iv, 336 (OCLC 914916304, lire en ligne).
- Les Races humaines, Paris, Léopold Cerf, 1882, 159 p., in-16 (lire en ligne sur Gallica).